# Meridià 163 a l'oest
El meridià 163 a l'oest de Greenwich és una línia de longitud que s'estén des del pol Nord travessant l'oceà Àrtic, Amèrica del Nord, l'oceà Pacífic, Oceania, l'oceà Antàrtic, i l'Antàrtida fins al pol Sud.
El meridià 163 a l'oest forma un cercle màxim amb el meridià 17 a l'est. Com tots els altres meridians, la seva longitud correspon a una semicircumferència terrestre, uns 20.003,932 km. Al nivell de l'Equador, és a una distància del meridià de Greenwich de 18.145 km.

## De Pol a Pol
Començant en el pol Nord i dirigint-se cap al pol Sud, aquest meridià travessa:
| Coordenades                               | País, territori o mar | Notes |
| ----------------------------------------- | --------------------- | --- |
| 90° 0′ N, 163° 0′ O / 90.000°N,163.000°O  | Oceà Àrtic            | |
| 71° 42′ N, 163° 0′ O / 71.700°N,163.000°O | Mar dels Txuktxis     | |
| 69° 46′ N, 163° 0′ O / 69.767°N,163.000°O | Estats Units          | Alaska |
| 67° 2′ N, 163° 0′ O / 67.033°N,163.000°O  | Mar dels Txuktxis     | Badia de Kotzebue |
| 66° 5′ N, 163° 0′ O / 66.083°N,163.000°O  | Estats Units          | Alaska — Península de Seward |
| 64° 33′ N, 163° 0′ O / 64.550°N,163.000°O | Mar de Bering         | Norton Sound |
| 63° 5′ N, 163° 0′ O / 63.083°N,163.000°O  | Estats Units          | Alaska |
| 59° 53′ N, 163° 0′ O / 59.883°N,163.000°O | Mar de Bering         | Passa a l'est d'illa Amak, Alaska, Estats Units (a 55° 25′ N, 163° 7′ O / 55.417°N,163.117°O) |
| 55° 14′ N, 163° 0′ O / 55.233°N,163.000°O | Estats Units          | Alaska — Península d'Alaska |
| 55° 4′ N, 163° 0′ O / 55.067°N,163.000°O  | Oceà Pacífic          | Passa a l'est d'Unimak, Alaska, Estats Units (a 54° 40′ N, 163° 3′ O / 54.667°N,163.050°O) · Passa a l'oest de l'illa Sanak, Alaska, Estats Units (at 54° 27′ N, 162° 50′ O / 54.450°N,162.833°O) · Passa a l'est de l'atol Suwarrow, Illes Cook (at 13° 26′ S, 163° 2′ O / 13.433°S,163.033°O) · Passa a l'est de l'illa Palmerston, Illes Cook (at 18° 4′ S, 163° 9′ O / 18.067°S,163.150°O) |
| 60° 0′ S, 163° 0′ O / 60.000°S,163.000°O  | Oceà Antàrtic         | |
| 78° 12′ S, 163° 0′ O / 78.200°S,163.000°O | Antàrtida             | Dependència de Ross, reclamat per Nova Zelanda |